# Évigny
Évigny är en kommun i departementet Ardennes i regionen Grand Est (tidigare regionen Champagne-Ardenne) i nordöstra Frankrike. Kommunen ligger  i kantonen Mézières-Centre-Ouest som ligger i arrondissementet Charleville-Mézières. År 2022 hade Évigny 188 invånare.

## Befolkningsutveckling
Antalet invånare i kommunen Évigny
Referens: INSEE